# Alaksiej Kamaj
Alaksiej Sciapanawicz Kamaj (biał. Аляксей Сцяпанавіч Камай, ros. Алексей Степанович Камай, Aleksiej Stiepanowicz Kamaj, ur. 1 kwietnia 1936 w Barsukach w obwodzie mohylewskim) – białoruski polityk, deputowany do Rady Najwyższej Republiki Białorusi XIII kadencji, w latach 1996–2000 deputowany do Izby Reprezentantów Zgromadzenia Narodowego Republiki Białorusi I kadencji.

## Życiorys

### Młodość i praca
Urodził się 1 kwietnia 1936 roku w Barsukach w obwodzie mohylewskim Białoruskiej SRR, ZSRR. W 1959 roku ukończył Białoruską Państwową Akademię Gospodarstwa Wiejskiego, a w 1974 roku Wyższą Szkołę Partyjną przy KC Komunistyczna Partia Związku Radzieckiego. Od 1959 aktywista Komsomołu, od 1960 członek KPZR, 1974-1979 sekretarz Komitetu Obwodowego KPB w Mohylewie, 1979-1982 kierownik Wydziału Rolnego KC KPB. Od 8 lipca 1982 do 1 kwietnia 1985 przewodniczący Komitetu Wykonawczego Rady Obwodowej w Homlu, od 1 kwietnia 1985 do 28 października 1989 I sekretarz Homelskiego Komitetu Obwodowego KPB, 1989-1990 sekretarz KC KPB, 1990-1991 II sekretarz KC KPB. Deputowany do Rady Najwyższej ZSRR 11 kadencji. 1986-1990 zastępca członka, a 1990-1991 członek KC KPZR.
W 1995 roku pełnił funkcję kierownika Republikańskiej Inspekcji Nadzoru nad Kotłami, Standaryzacji i Metrologii Ministerstwa Gospodarki Wiejskiej i Żywności Republiki Białorusi, był członkiem Partii Komunistów Białoruskiej.

### Działalność parlamentarna
W pierwszej turze uzupełniających wyborów parlamentarnych 29 listopada 1995 roku został wybrany na deputowanego do Rady Najwyższej Republiki Białorusi XIII kadencji z bychowskiego okręgu wyborczego nr 162. 5 grudnia 1995 roku został zarejestrowany przez centralną komisję wyborczą, a 9 stycznia 1996 roku zaprzysiężony na deputowanego. Od 23 stycznia pełnił w Radzie Najwyższej funkcję członka Stałej Komisji ds. Międzynarodowych. Poparł dokonaną przez prezydenta Alaksandra Łukaszenkę kontrowersyjną i częściowo nieuznaną międzynarodowo zmianę konstytucji. 27 listopada 1996 roku przestał uczestniczyć w pracach Rady Najwyższej i wszedł w skład utworzonej przez prezydenta Izby Reprezentantów Zgromadzenia Narodowego Republiki Białorusi I kadencji. Zgodnie z Konstytucją Białorusi z 1994 roku jego mandat deputowanego do Rady Najwyższej zakończył się 9 stycznia 2001 roku; kolejne wybory do tego organu jednak nigdy się nie odbyły.

## Życie prywatne
W 1995 roku Alaksiej Kamaj mieszkał w Mińsku.